# HD67751
HD67751 — хімічно пекулярна зоря спектрального класу A4, що має видиму зоряну величину в смузі V приблизно  6,4.
Вона  розташована на відстані близько 1449,6 світлових років від Сонця.

## Фізичні характеристики
Зоря HD67751 обертається 
досить швидко 
навколо своєї осі. Проєкція її екваторіальної швидкості на промінь зору становить  Vsin(i)= 93км/сек.